# Ренегати часу
Ренегати часу (кор.: хангиль: 시간이탈자, ханча: 時間離脫者, НЛ: Siganitalja) — південнокорейський романтичний фантастичний гостросюжетний фільм режисера Квак Че Йона. Його випустила в Південній Кореї компаня CJ Entertainment 13 квітня 2016 року.

## Сюжет
1 січня 1983 року вчитель середньої школи Чі Хван (Чо Чон Сок) зустрівшись з розбійником втрачає свідомість під час освідчення в коханні своїй колезі Юн Чон (Ім Су Чон). 1 січня 2015 року детектив Кон У (Лі Чін Ук) був поранений злочинцем, якого він переслідував.
На відстані у три десятиліття Чі Хван і Кон У були доставлені до однієї й тієї ж лікарні в один і той самий час. Обидва вони встигають вижити в ситуації коли знаходилися між життям і смертю, після цього вони починають бачити повсякденне життя один одного через свої сни. Двоє чоловіків спочатку не вірили, але бачать себе справжніми людьми в різний час.
Кон У приваблює наречена Чі Хвана Юн Чон, а їй судилося зустріти Со Ин (Ім Су Чон), яка напрочуд схожа на неї. Одного разу під час розслідування невирішеної справи про вбивство у 1980-х рр. Кон У виявляє запис про вбивство Юн Чон що сталося 30 років тому, і починає розплутувати цю справу. Чі Хван також дізнається від Кон У, що його нареченій Юн Чон судилося скоро померти. Два чоловіки разом розпочинають полювання, яке виходить за рамки часу, щоб запобігти запланованій смерті Юн Чон… Різні часи, одне вбивство, починається відчайдушна боротьба двох чоловіків за врятування коханої!

## У ролях
- Ім Су Чон — Со Юн Чон / Чон Со Ин
- Чо Чон Сок — Пек Чі Хван
- Лі Чін Ук — Кім Кон У
- Чон Чін Йон[en] — начальник Кан (Кан Син Бом)
- Лі Тхе Рі[en] — Кан Син Бьом
- Лі Кі У[en] — детектив Лі
- Он Чу Ван[en] — вчитель Пак
- Чон Шин Хван — викладач біології
- Кім Бо Ра[en] — Чхве Хьон Джу
- Чон У Ін[en] — Кан Хьон Чхоль

## Популярність

### Касові збори
Фільм став найпопулярнішим вже за перші вихідні у Південній Кореї, заробивши US$2,5 million, а в цілому 547,000 переглядів з касовими зборами US$3,94 million за перші п'ять днів.